# Lasioglossum circe
Lasioglossum circe là một loài Hymenoptera trong họ Halictidae. Loài này được Ebmer mô tả khoa học năm 1982.